# Яниське сільське поселення
Яни́ське сільське поселення (рос. Янышское сельское поселение) — муніципальне утворення у складі Чебоксарського району Чувашії, Росія. Адміністративний центр — присілок Яниші.

## Населення
Населення — 1222 особи (2019, 1398 у 2010, 1315 у 2002).

## Склад
До складу поселення входять такі населені пункти:
| Населений пункт         | Населення, осіб (2002) | Населення, осіб (2010) |
| ----------------------- | ---------------------- | ---------------------- |
| Аначкаси, присілок      | 76                     | 53                     |
| Великі Мамиші, присілок | 208                    | 219                    |
| Малі Торхани, присілок  | 155                    | 186                    |
| Пронькаси, присілок     | 81                     | 81                     |
| Тімой-Мамиші, присілок  | 143                    | 134                    |
| Турікаси, присілок      | 48                     | 49                     |
| Хора-Сірма, присілок    | 97                     | 114                    |
| Яниші, присілок         | 507                    | 562                    |